# Clubiona moesta
Clubiona moesta là một loài nhện trong họ Clubionidae.
Loài này thuộc chi Clubiona. Clubiona moesta được Richard C. Banks miêu tả năm 1896.